# La pradera de San Isidro
La pradera de San Isidro (1788) es un boceto de Francisco de Goya, pintado para una serie de cartones para tapices destinados a la decoración del dormitorio de las infantas del Palacio de El Pardo. Con la muerte de Carlos III el conjunto del proyecto quedó inacabado, y el cuadro, previsto para medir siete metros y medio de longitud, quedó en un minucioso apunte. El boceto pasó a propiedad de los duques de Osuna hasta 1896, año en que fue adquirido por el Museo del Prado. A pesar de su pequeño tamaño, ha llegado a convertirse en el modelo iconográfico del Madrid goyesco.
En él se muestra una vista de Madrid desde la ermita de San Isidro, patrón de la ciudad, el día de la romería. El asunto de la obra, en palabras del propio autor a su amigo de la infancia Martín Zapater, es 

la Pradera de San Isidro, en el mismo día del Santo con todo el bullicio que en esta Corte acostumbra haver. [sic]

Como es tradicional, tras la misa la multitud se emplaza en las suaves laderas para gozar de un tiempo de esparcimiento. Goya aprovecha para mostrar una vista de Madrid al otro lado del Manzanares, en uno de los pocos motivos de paisaje salidos de la mano del artista. En él se aprecian en la lejanía la gran cúpula de la San Francisco el Grande y la mole del entonces nuevo Palacio Real. En primer término, un grupo muy dinámico de figuras conversan animadamente y, tras ellos y a la orilla, en el plano intermedio, se ve la algarabía de la muchedumbre más y más diminuta perdiéndose a la izquierda en la orilla del río.

## Análisis
Este boceto para un cartón pertenece a una serie para la decoración del Palacio de El Pardo, cuyos temas iban a ser los ambientes campestres y las diversiones al aire libre. En dicho conjunto se incluyen La ermita de San Isidro, La merienda y La gallina ciega, que es el único del que se completó el óleo sobre lienzo definitivo.
El cuadro presenta en muy pequeñas dimensiones una gran sensación de espacio, pues en él aparece una gran masa de gente, que corresponde a la algarabía del día festivo. Este carácter se ve acentuado por la gama de tonos blancos, rosados, verdes y azules, salpicado aquí y allá por alguna pincelada roja para dar variedad, en los vestidos de algunas de las pequeñas figuras. En este cuadro utiliza Goya una imprimación de gama fría, innovando con respecto a su primera época de aprendizaje en el taller de José Luzán —y que mantendría por mucho tiempo— en que la preparación era siempre a base de tierras rojas, la llamada «tierra de Sevilla» que, con el efecto de veladura, daba lugar a transparencias tostadas debido al exceso de óleo. Todo ello hacía que la obra de su primera época adoptara tonos muy calientes, tostados. Aquí el resultado es que predominan los oros venecianos, perlas, grises y rosados. Sin embargo la zona intermedia está resuelta en tonos oscuros, lo que centra la mirada en profundidad, dejando a los personajes del primer plano como un marco.
Es la profundidad de esta vista lo más notable, y para ello tenemos la perspectiva —posiblemente la del emplazamiento que Goya usó captando la imagen del natural— desde los suaves oteros de los alrededores de la ermita del santo patrón. Desde allí vislumbramos el río, a cuya orilla vienen y van los romeros, presumiblemente a través del puente de barcas del centro de la imagen, el que daba el paso directamente hacia la zona de la ermita. Al margen derecho se aprecia la bajada de la calle de Toledo que da paso al sólido puente homónimo, y a la izquierda, el de Segovia. Toda la topografía es realista, como nunca lo fue en la pintura de Goya, que dejaba indefinidos los paisajes de fondo, imprecisos o abocetados, y que cumplían la función de no distraer y resaltar el asunto central. Es este un caso único, porque los recursos van dirigidos a profundizar en el paisaje. Así, un poco a la derecha del centro y a la orilla del río se destacan dos majos y dos majas bailando, que se recortan en negro contrastando con la corriente clara del río. Son de un tamaño mayor que algunos de los personajes situados en su mismo plano, con lo que Goya transgrede el realismo naturalista para aplicar los efectos necesarios para que el arte embellezca la naturaleza, como dictaban las poéticas del Neoclasicismo. Asimismo, organiza a su gusto la iluminación, dejando estas cuatro figuras en sombra, para que el contraste de tonos sea mayor.
En cuanto a la composición, el cuadro carece de una clara unidad. Parece optar por la dispersión de los puntos de atención, y en esto Goya sí que está obviando las normas preceptivas de las unidades neoaristotélicas. Solo se acota la posible huida de la atención a los márgenes del cuadro mediante la posición de las figuras del primer plano (figuras estas de elevada posición social y con gestos y relaciones muy dinámicas), puesto que las figuras de los extremos encierran formando a modo de paréntesis a las más centrales. De ese modo, el coche más destacado de la izquierda se dirige a la derecha y lo mismo ocurre con otros del lado derecho, su dirección establece una línea de dirección que conforman fuerzas centrípetas.
Como cuadro costumbrista, tantas figuras reunidas muestran la idea querida por la realeza ilustrada —destinataria, al fin, del cuadro— de mezcla armoniosa de las diferentes clases y estamentos sociales. Allí aparecen majos, ferientes, vendedores y todo tipo de paseantes y vehículos: desde cabriolés y calesas hasta berlinas, carrozas y tartanas, para el desplazamiento de las gentes más humildes. Las indumentarias van desde las casacas a la moda francesa de los personajes del primer plano hasta las lanas y telas más burdas de las clases bajas.
El resultado de plantear la zona intermedia como una franja de tono oscuro provocaría muchos problemas para la realización del tapiz, aumentados por la cantidad de figuras humanas. De hecho, en una carta Goya le comenta a su amigo Martín Zapater que su trabajo en este cuadro lo realiza «con mucho empeño y desazón». Estos cuadros, resueltos por Goya con una técnica pictórica impresionista, eran de difícil reproducción en la Real Fábrica de Tapices y ocasionaría al pintor no pocos problemas con su trabajo. De hecho, es uno de los primeros cuadros de Goya en utilizar las grandes masas pintadas de modo muy libre, favorecido por las características y rápida ejecución del abocetado previo a la realización de los cartones.